# (147367) 2003 CA20
(147367) 2003 CA20 es un asteroide perteneciente al cinturón de asteroides, descubierto el 27 de septiembre de 1997 por los astrónomos Ángel López Jiménez y Rafael Pacheco desde el Observatorio Astronómico de Consell, Consell (Mallorca), España.

## Designación y nombre
Designado provisionalmente como 2003 CA20.

## Características orbitales
2003 CA20 está situado a una distancia media del Sol de 2,753 ua, pudiendo alejarse hasta 3,207 ua y acercarse hasta 2,299 ua. Su excentricidad es 0,165 y la inclinación orbital 10,934 grados: emplea 1668,15 días en completar una órbita alrededor del Sol.
Los próximos acercamientos a la órbita de Júpiter ocurrirán el 15 de marzo de 2084 y el 11 de agosto de 2143.

## Características físicas
La magnitud absoluta de 2003 CA20 es 15,78.